# Francisca Koki Manunga
Francisca Koki Manunga (* 30. Oktober 1993) ist eine kenianische Hürdenläuferin. Sie trat 2015 bei den Weltmeisterschaften in Peking, China im 400-Meter-Lauf der Frauen an. Sie wurde disqualifiziert, nachdem ein Dopingtest positiv ausgefallen war.